# Euplassa isernii
Euplassa isernii es una especie de planta con flor en la familia Proteaceae. 
Es endémica de Perú. Está amenazada por pérdida de hábitat.

## Taxonomía
Euplassa isernii fue descrita por Cuatrec. ex J.F.Macbr. y publicado en Publications of the Field Museum of Natural History, Botanical Series 13(2/2): 370. 1937.